# Временный патриарший Священный синод

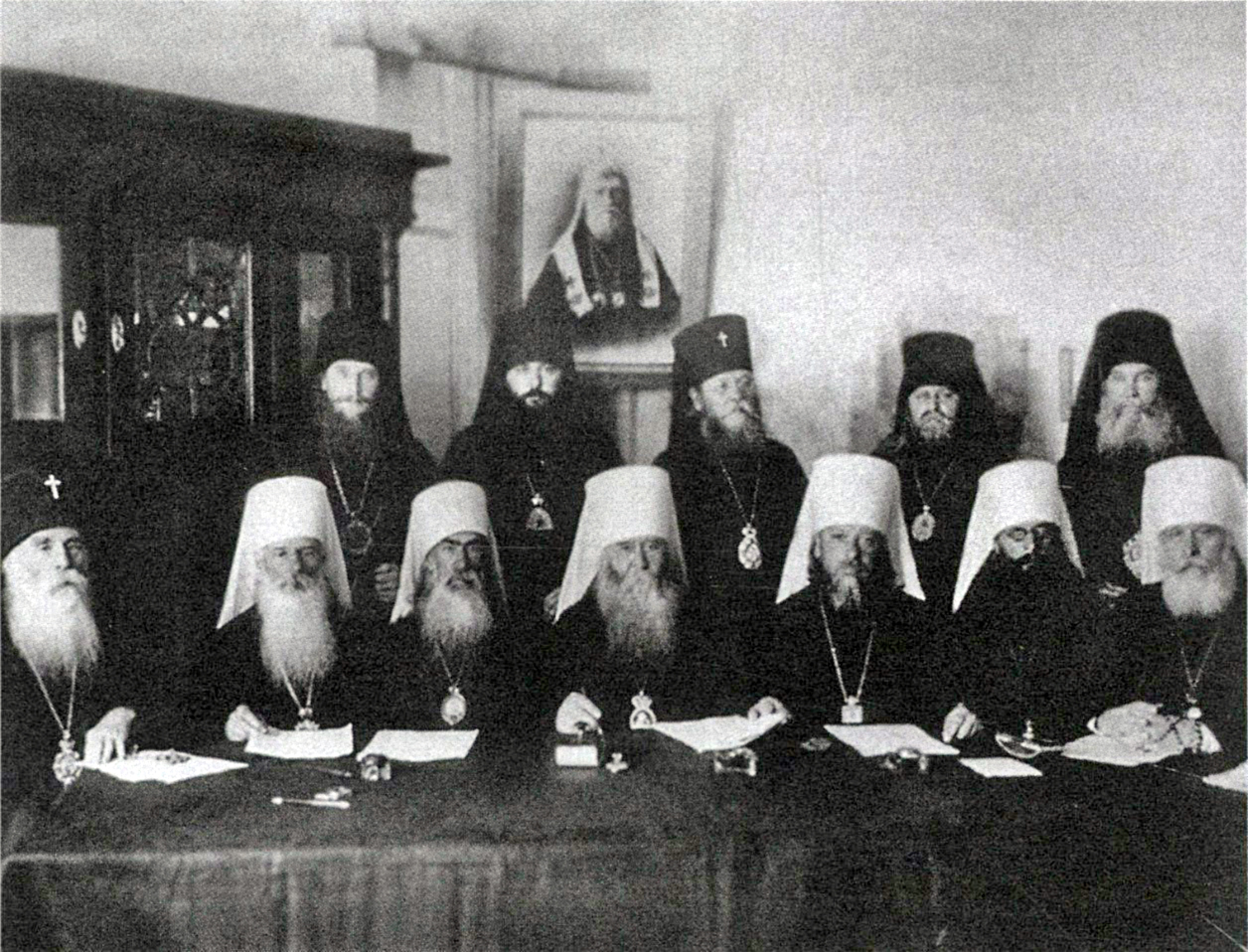
Заседание Временного патриаршего Священного синода. 1932 год. Сидят: архиепископ Николай (Пирский), митрополит Павел (Борисовский), митрополит Никандр (Феноменов), митрополит Сергий (Страгородский), Ленинградский Алексий (Симанский), митрополит Анатолий (Грисюк), митрополит Константин (Дьяков). Стоят: епископ Павлин (Крошечкин), архиепископ Питирим (Крылов), архиепископ Павел (Гальковский), епископ Даниил (Троицкий), епископ Петр (Соколов)

Вре́менный патриа́рший Свяще́нный сино́д — коллегиальный орган высшего управления Русской православной церкви, действовавший при Заместителе Патриаршего Местоблюстителя митрополите Сергие (Страгородском) в 1927—1937 годах (официально распущен в мае 1935 года, но некоторое время продолжал действовать негласно). Ранее в 1923—1924 годах подобный орган существовал при патриархе Тихоне.
Как отмечает церковный историк и канонист протоиерей Владислав Цыпин, все важнейшие акты церковной власти в 1927—1935 годы принимались Заместителем Патриаршего Местоблюстителя митрополитом Сергием вместе с Временным Патриаршим Священным Синодом. Помимо постановлений, касавшихся открытия новых епархий, замещения вакантных епископских кафедр, награждения архиереев, иных административных и судебных решений, постановлений по вопросам богослужебным, церковного брака, исповеди и иным Синод издал ряд актов, которыми определялся весь строй церковного управления, позиция Патриаршей церкви в отношениях с государственной властью, с поместными Православными церквами, с инославным миром, с церковной диаспорой, а также отношение к внутренним расколам.

## История

### Временный синод при патриархе Тихоне
Согласно определению Поместного собора от 7 декабря 1917 года, «Священный Синод состоит из Председателя-Патриарха и двенадцати членов: Киевского митрополита как постоянного члена Синода, шести иерархов, избираемых Поместным Всероссийским Собором на три года, и пяти иерархов, вызываемых по очереди на один год». Из-за начавшейся Гражданской войны и репрессий к началу 1919 году число наличных членов Синода сократилось примерно вдвое, а после её окончания из шести избранных Собором постоянных членов Синода четверо оказались в эмиграции. К февралю 1921 года в Синоде из тринадцати членов осталось трое, в число которых входил и Председатель-Патриарх, не имевший тогда из-за домашнего ареста возможности принимать участие в синодальных заседаниях.
1 июня 1921 году прежний состав Синода в связи с истечением 3-летнего межсоборного срока утратил свои полномочия. Был определён новый состав в количестве пяти человек по избранию Патриарха. При этом полномочия членов это Синода исходили уже не от Поместного собора, а лично от патриарха Тихона. Митрополит Кирилл (Смирнов) так характеризовал данный Синод: «почивший патриарх не правил монархически. Он имел и постоянных около себя советников, называя совокупность их Синодом, пользовался для проверки своей архипастырской совести и суждениями прилучившихся архиереев, но никого не ставил рядом с собою для переложения ответственности со своей головы на другие. При нём все распорядительные решения по Церкви были и воспринимались Ею как единоличные распоряжения Святейшего Патриарха».
5 мая 1922 года состоялось последнее перед арестом Патриарха заседание Синода, принявшее по требованию власти было принято постановление об упразднении Зарубежного ВЦУ.
27 июня 1923 года Патриарх Тихон вышел на свободу, и не позднее 11 августа Синод возобновил свою работу. В состав Синода вошли архиепископы Тверской Серафим (Александров), Уральский Тихон (Оболенский), Крутицкий Петр (Полянский) и епископ Верейский Иларион (Троицкий), арестованный в конце 1923 года. Эпизодически к их подписям под синодальными постановлениями добавлялись имена некоторых других архиереев (например, архиепископа Иосифа (Петровых)), но надолго они в Синоде не задерживались.
В посланиях и указах Патриарха Тихона этот орган именовался по-разному: Малый собор епископов, Высшее церковное управление, Священный Синод.
Патриарший Синод не был легализован властью, что делало его весьма уязвимым. 26 февраля 1924 года Антирелигиозная комиссия (АРК) при ЦК РКП(б) постановила: «Организацию Синода Тихону разрешить при условии, если он введёт в Синод ряд лиц, хорошо ведомых ОГПУ».
В письме Александра Самарина, датированном маем 1924 года, так описывалось тогдашнее положение: «В настоящее время в Москве живут до 30 православных епископов. Созвать их к себе для совещания Патриарх не имеет возможности, так как собрание без разрешения ГПУ неминуемо повлекло бы за собой арест участников, а на просьбу о разрешении отвечают отказом. Распоряжения Синода лишь с большим трудом могут быть оглашены, так как в советской печати их замалчивают, а иметь свой орган для этого не позволяют. Пробовали печатать определения Синода отдельными листами для рассылки по церквам и епархии. Несмотря на то, что на это всякий раз испрашивалось разрешение цензуры и все печаталось с соблюдением общих законов, готовые листы отбирались агентами ГПУ, как только их привозили из типографии в Донской монастырь. Деятельность Патриаршего управления протекает под непосредственным управлением Тучкова: сначала он посещал только Патриарха, потом стал вызывать к себе повестками членов Синода для инструкций, наконец стал ездить на заседания Синода и таким образом превратился в настоящего обер-прокурора. Теперь ни одно назначение, ни одно решение не проходит без его соизволения. Но он не ограничивается ролью наблюдателя и протестами, но диктует Синоду свою волю, требует постановлений, очень вредных для Церкви».
1 марта 1924 года патриарх Тихон «впредь до особого распоряжения» прекратил работу Временного Синода из-за отсутствия гражданской регистрации. Вместе с тем, это не означало роспуск Временного Синода при Патриархе Тихоне. Так, 22 марта 1924 года три члена Синода — архиепископы Серафим (Александров), Тихон (Оболенский) и Петр (Полянский) — были возведены в митрополичье достоинство.
В апреле--мае 1924 года патриархом Тихоном была предпринята попытка воссоздания полного присутствия Священного Синода с включением в его состав наиболее авторитетных иерархов (таких как, например, митрополит Кирилл (Смирнов)) и Высшего Церковного Совета. Власть выражала готовность допустить это при условии включения в состав ВЦС представителей обновленческой «Живой Церкви» (к тому времени отделившейся от обновленческого Синода) во главе с «протопресвитером» Владимиром Красницким.
В ответ на патриаршее ходатайство и с учётом «разъяснительного» рапорта Центральное административное управление НКВД 10 июня 1924 года выдало Красницкому справку о временной регистрации ВЦС без Синода; в состав ВЦС должны были войти ряд деятелей «Живой церкви» во главе с Кратиницким. На такую «легализацию» Патриарх Тихон, поддерживаемый своим окружением, идти не пожелал и вскоре всякие переговоры с Красницким прекратил.
28 февраля 1925 года патриарх Тихон обратился в НКВД с просьбой зарегистрировать Священный синод «как исполнительный орган» из семи членов в составе: патриарх Тихон — председатель, митрополит Нижегородский Сергий (Страгородский), митрополит Уральский Тихон (Оболенский), митрополит Тверской Серафим (Александров), митрополит Крутицкий Петр (Полянский), епископ Херсонский Прокопий (Титов), временно управлявший Самарской епархией епископ Мелитопольский Сергий (Зверев).
Евгений Тучков, начальник 6-го («церковного») отделения Секретного отдела ОГПУ, требовал в ответ от Патриарха подписать просоветское послание («Декларацию») с программой мер борьбы с «церковной контрреволюцией» внутри страны и за рубежом. Патриарх Тихон составил проект такого послания, но Тучкова оно не устроило, и легализация Синода не состоялась.

### Временный синод при митрополите Сергии
После кончины патриарха Тихона во временное управление Церковью вступил митрополит Крутицкий Петр (Полянский), при котором не было Временного синода. О причинах этого писал священник Михаил Польский: «Частые аресты и долгое заключение архиереев не позволяли иметь правильный по закону состав Синода, а составлять его из лиц случайно пребывающих на свободе, а то, — ещё хуже — далеко не случайно, заставляло м[итрополита] Петра сознательно избегать созыва Синода. Единоличное управление при м[итрополите] Петре и первое время при м[итрополите] Сергии, которые советовались о текущих делах с кем хотели или имели возможность без особого постоянного учреждения, спасало от вмешательства безбожной власти в дела Церкви. Гарантировать себя от неожиданных выступлений первоиерарха, связать его волю, ограничить её и, главное, направить её по известному руслу ГПУ могло только через Синод, состав которого сама жизнь заставляла иметь только из лиц, угодных ГПУ».
27 марта 1927 года митрополит Сергий, выйдя из тюрьмы, снова вступил в управление Патриаршей церковью на правах Заместителя Патриаршего местоблюстителя.
10 мая митрополит Сергий направил в ОГПУ проект положения об управлении Церковью Временным патриаршим Священным синодом.
18 мая 1927 года Заместитель местоблюстителя Патриаршего престола митрополит Нижегородский Сергий (Страгородский) провёл предварительное совещание с архиереями, выбранными им для оказания помощи в осуществлении высшего церковного управления: митрополитом Тверским Серафимом (Александровым), архиепископами Костромским Севастианом (Вести), Вологодским Сильвестром (Братановским), Звенигородским Филиппом (Гумилевским), Хутынским Алексием (Симанским), епископ Сумским Константином (Дьяковым). Опираясь на прецедент существования Синода при патриархе Тихоне, митрополит Сергий из участников совещания образовал Временный патриарший Священный синод, полномочия которого по аналогии с Временным синодом, образованным патриархом Тихоном в 1923 году, проистекали из полномочий учредителя.
В состав Временного патриаршего Священного синода Заместитель местоблюстителя включил также митрополита Новгородского Арсения (Стадницкого), пребывавшего уже много лет в ссылке в Туркестане и лишённого права выезда оттуда, а также только что выпущенных тогда на свободу архиепископов Самарского Анатолия (Грисюка) и Вятского Павла (Борисовского).
В акте митрополита Сергия об открытии Временного Патриаршего Священного Синода говорилось: «Проектируемый при мне Синод ни в какой степени не полномочен заменить единоличное возглавление Российской Церкви, но имеет значение лишь вспомогательного органа, лично при мне, как Заместителе первого епископа нашей Церкви. Полномочия Синода проистекают из моих и вместе с ними падают» (ЦВ. 1927. № 3. С. 3).
20 мая 1927 года НКВД выдал справку № 22-4503-62 о том, что «препятствий к деятельности органа, впредь до утверждения его, не встречается».
Первое заседание Синода состоялось 27 мая. В тот же день по епархиям был разослан указ, предписывавший епархиальным архиереям подать заявления в местные органы власти с прошением «о регистрации их преосвященных с состоящими при них епархиальными советами (каковые образовать временно путём приглашения указанных преосвященными лиц)». Началась работа по воссозданию по нормам гражданских законов церковно-административной структуры Московского Патриархата.
Наиболее известным и наиболее обсуждаемым деянием Временного патриаршего Священного синода стало издание послания, известного как Декларация митрополита Сергия, датированного 16 (29) июля 1927 года.
Первоначальная реакция на Послание в среде Церкви (в СССР) не была резко критической: так, авторы Послания Соловецких епископов от 14 (27) сентября 1927 года, не находя возможность «принять и одобрить послания в его целом», по существу, выдвигают те же принципы взаимоотношения Церкви с государством.
Протест духовенства становится более резким в конце 1927 года, после того как Временный Патриарший Священный Синод под давлением власти начал увольнять на покой сосланных архиереев, и начались перестановки на кафедрах. Это вызвало резкое недовольство у части духовенства. Особое недовольство среди духовенства и мирян вызывалось запретом поминовения на богослужении (ектениях и иных публичных молитвах) ссыльных архиереев и требованием поминовения властей. Именно эти действия подтолкнули некоторых представителей епископата и клира разорвать общение с митрополитом Сергием и возглавляемым им Синодом, сохраняя поминовение митрополита Петра. Так перевод митрополитом Сергием, по требованию властей, митрополита Ленинградского Иосифа (Петровых) в Одессу был истолкован как его позволение властям вмешиваться в кадровую политику, что вызвало резкое неприятие. В конце осени 1927 года центром сопротивления курсу митрополита Сергия стал Ленинград во главе с митрополитом Иосифом, находившимся тогда в Ростове. (См. статью Иосифляне (XX век).) К концу 1930 года насчитывалось до 37 архиереев Патриаршей Церкви, отказавшихся от административного подчинения митрополиту Сергию.

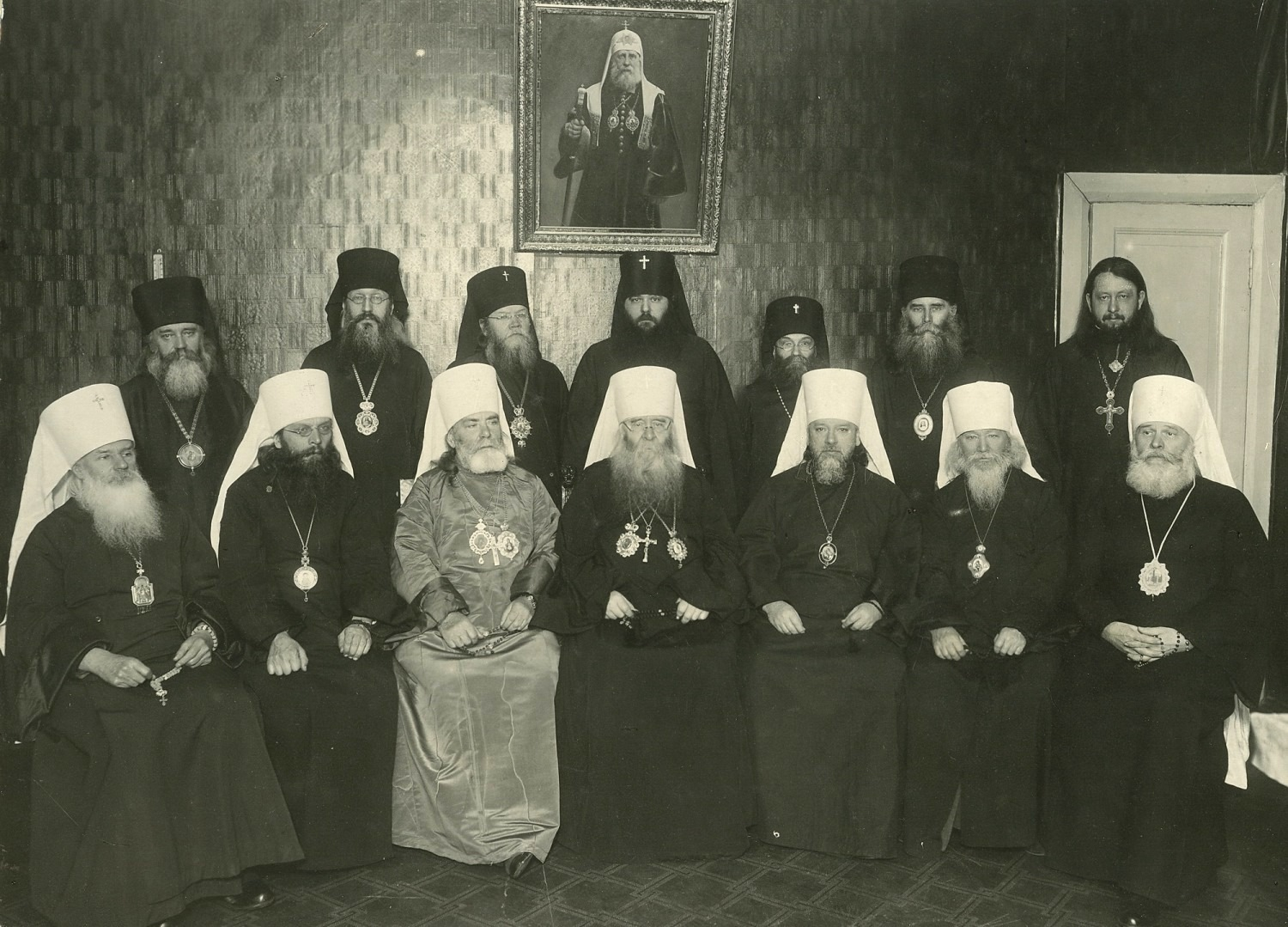
Зимняя сессия 1934/1935 годов. 1 ряд (слева направо): митр. Ярославский Павел (Борисовский), митр. Одесский Анатолий (Грисюк), митр. Ташкентский Арсений (Стадницкий), митр. Московский Сергий (Страгородский), митр. Ленинградский Алексий (Симанский), митр. Казанский Серафим (Александров), митр. Киевский Константин (Дьяков).
2 ряд (слева направо): еп. Боровичский Никита (Стягов), архиеп. Архангельский Никон (Пурлевский), архиеп. Ивановский Павел (Гальковский), архиеп. Дмитровский Питирим (Крылов), архиеп. Вятский Киприан (Комаровский), еп. Пятигорский Мефодий (Абрамкин), управляющий делами Синода прот. Александр Лебедев.

В 1931 года во Временный Патриарший Священный Синод были включены митрополит Ташкентский Никандр (Феноменов) и архиепископ Иваново-Вознесенский Павел (Гальковский), в 1932 году — Управляющий Московской епархией архиепископ Дмитровский Питирим (Крылов).
Первоначально Временный Патриарший Священный Синод располагался в Доме на улице Короленко в Сокольниках, к 1931 году переехал в небольшое здание в Бауманском переулке.
В начале 1930-х годов, для того чтобы приблизить статус и состав Синода к Положению о Священном Синоде, выработанному Поместным Собором 1917—1918 годы, в состав Синода стали вызываться в качестве его временных членов на одну полугодовую сессию в порядке очереди по старшинству хиротонии по 5 архиереев. Для этого все епархии были распределены на 5 групп по географическому принципу, и от каждой группы приглашался 1 епископ. Остальные архиереи, входившие в состав Синода, имели статусы его постоянных членов.
Иринах Стратонов привёл сведения, касающиеся состава Временного Патриаршего Синода:

Между Синодом митр[ополита] Сергия и Синодом, существовавшим при Патриархе Тихоне в последнее время его жизни, полное тождество. Как Синод при почившем состоял из назначенных членов, так и Синод при Заместителе пополняется распоряжением митр[ополита] Сергия и вначале состоял из девяти постоянных членов. Вскоре, однако, появляются в Синоде члены, вызываемые для присутствия в нём на время одной сессии. В связи с этим сокращается число постоянных членов до семи, а потом до шести при четырёх временных, а затем при пяти временных… На основании знакомства с составом Временного Патриаршего Синода уже сейчас могут быть формулированы некоторые наблюдения, именно: 1) ясна тенденция к сокращению числа постоянных членов, 2) к увеличению числа вызываемых, число которых в последнюю сессию достигло пяти, предусмотренного определением Собора 1917-18 годов; 3) при вызове в известной степени придерживаются установленного тем же Собором разделения епархий на группы, так что каждая из групп была представлена в Синоде— Стратонов И. Происхождение современного устройства Русской Патриаршей Церкви. — Париж, 1933. — С. 14—15.
18 мая 1932 года в ознаменование 5-й годовщины существования Временного Патриаршего Священного Синода указом митрополита Сергия 4 старейших постоянных члена Синода были возведены в сан митрополита: архиепископ Хутынский Алексий (Симанский), ставший митрополитом Старорусским, архиепископ Одесский Анатолий (Грисюк), архиепископ Ярославский Павел (Борисовский) и архиепископ Харьковский Константин (Дьяков).
23 апреля 1935 года определение № 42 «В виду окончания зимней сессии Патриаршего Священного Синода, присутствующие в Синоде Преосвященные Архиепископы: Кировский Киприан, Архангельский Никон, Курский Онуфрий, Боровичский Никита и Епископ Пятигорский Мефодий увольняются от присутствия в Синоде во вверенные им епархии». При этом там не было постановлений о вызове присутствующих на следующую сессию, так как, очевидно, уже было решено, что следующей сессии не будет.
На последнем заседании Синода 18 мая 1935 года митрополит Сергий доложил, что «из-за невозможности держать синодальных архиереев безвыездно в центре и, таким образом, отрывать от вверенных им епархий» приходится отказаться от «непрерывности синодальных занятий». Указом митрополита Сергия от того же числа Временный Патриарший Священный Синод был упразднён; для церковных дел, требовавших соборного рассмотрения, предписывалось созывать Собор архиереев. Одновременно «самоликвидировались» все временные Епархиальные советы. На этом воссозданная «по нормам гражданских законов церковно-административная структура Московского Патриархата» прекратила существование.
В то же время Московская Патриархия в лице заместителя Патриаршего Местоблюстителя сохранила полученный весной 1927 года «легальный» статус. Митрополит Сергий стал издавать свои единоличные определения под названием «Определений Московской Патриархии». Управление делами Синода, которое возглавлял протоиерей Александр Лебедев, было переименовано в Управление делами Московской Патриархии. Упразднение Синода было вынужденным и совершено по прямому требованию НКВД. Двумя неделями раньше «самоликвидировался» обновленческий Священный Синод.

### «Нелегальный» Синод
Роспуск Синода не означал автоматического прекращения действия этого органа или, во всяком случае, коллективного обсуждения общецерковных вопросов. В связи с этим представляют интерес показания епископа Волоколамского Иоанна (Широкова), викария митрополита Сергия, данные им на следствии 3 июня 1937 года. Ему был задан вопрос о «нелегальном центре, возглавляемом митрополитом Сергием». Согласно протоколу, ответ звучал так:

В этот центр входят: ленинградский митрополит Алексей (Симанский), киевский митрополит Константин (Дьяков), архиепископ Питирим (Крылов), митрополит Серафим (Чичагов), епископ Сергей (Воскресенский) и я — Широков. Участниками центра были также ныне отбывающие наказание митрополит Серафим (Александров) и архиепископ Сергей (Гришин). <…> Указанный мною нелегальный центр сложился по инициативе митрополита Сергия (Страгородского) вскоре после ликвидации синода, причем эта ликвидация, как говорил мне Страгородский, была осуществлена по указанию НКВД. В задачу центра входили вопросы, направленные к укреплению православной церкви и к сплочению вокруг неё верующих масс. Свои функции нелегальный центр осуществлял в известной степени явочным порядком, так как значительная часть [членов] центра проживала вне Москвы. Под разными предлогами члены центра приезжали в Москву поодиночке или по нескольку человек и здесь высказывали своё мнение по тем или иным вопросам.
Помимо указанных в показаниях епископа Иоанна (Широкова) нелегальных участниках «церковного центра», в него ещё вполне легально входил до своего ареста весной 1937 года Управляющий делами Московской Патриархии протоиерей Александр Лебедев.
27 декабря 1936 года после получения ложного известия о кончине митрополита Петра Патриархия приняла особый «Акт о переходе прав и обязанностей Местоблюстителя патриаршего престола Православной Российской Церкви к Заместителю патриаршего Местоблюстителя, Блаженнейшему митрополиту Московскому и Коломенскому Сергию (Страгородскому)». Также был издан указ Московской Патриархии о соответствующей форме поминовения с 1 января 1937 года за богослужением Патриаршего Местоблюстителя митрополита Сергия.
После «большого террора» 1937—1938 годов, летом 1939 года, от епископата Патриаршей Церкви осталось всего 4 штатных (сохранивших регистрацию в качестве «служителя культа») архиерея, включая Патриаршего Местоблюстителя: также митрополит Ленинградский Алексий (Симанский), архиепископ Петергофский Николай (Ярушевич), архиепископ Дмитровский Сергий (Воскресенский); ещё 10 уцелевших архиереев Патриархии находились на покое или совершали богослужения как настоятели храмов.